# Marcus Edwards
Marcus Edwards (* 3. Dezember 1998 in Enfield, London) ist ein englischer Fußballspieler, der als offensiver Mittelfeldspieler bzw. Flügelspieler für Sporting Lissabon in der Primeira Liga spielt.

## Karriere

### Verein
Edwards trat im Alter von acht Jahren in die Jugendakademie von Tottenham Hotspur ein und durchlief dort alle Stufen. Am 2. August 2016 unterzeichnete er nach langen Verhandlungen und dem Interesse anderer Vereine seinen ersten Profivertrag bei Tottenham. Am 17. September 2016 gab Edwards sein Pflichtspieldebüt in der dritten Runde des EFL-Pokals im Heimspiel gegen den FC Gillingham, als er in den letzten 15 Minuten für Vincent Janssen eingewechselt wurde. Im Januar 2018 wechselte Edwards auf Leihbasis für den Rest der Saison 2017/18 zu Norwich City in die EFL Championship. Sein Debüt bei Norwich City gab er am 30. März, als er bei der 0:2-Heimniederlage gegen den FC Fulham spät für Mario Vrančić eingewechselt wurde. Dies sollte sein einziger Auftritt für den Klub bleiben, da er am 10. April aus "persönlichen Gründen" zu Tottenham zurückkehrte. Im August 2018 wechselte Edwards auf Leihbasis für eine Saison zum niederländischen Verein Excelsior Rotterdam. In 25 Spielen für den Klub erzielte er zwei Tore und vier Assists, und obwohl er in den Abstiegs-Playoffs ein Tor erzielte, stieg Excelsior ab. Am Ende der Saison führte Edwards die Rangliste der Eredivisie mit 3,3 Dribblings pro Spiel an, noch vor Steven Bergwijn von PSV (3,2).
Am 2. September 2019 verpflichtete der portugiesische Erstligist Vitória Guimarães Marcus Edwards. Edwards unterschrieb dort einen Vertrag über vier Jahre und die Portugiesen erhielten 50 Prozent der wirtschaftlichen Rechte an dem Spieler. Sein erstes Tor beim neuen Klub erzielte er am 24. Oktober in der Gruppenphase der UEFA Europa League bei einer 2:3-Niederlage gegen den FC Arsenal, den Stadtrivalen seines ehemaligen Klubs. Mit sieben Toren und fünf Assists in seiner Debütsaison zählte er zu den besten Spielern der Liga. Nach drei Jahren bei Vitória Guimarães wechselte Edwards am 31. Januar 2022 für eine Ablösesumme von 7,67 Mio. Euro zum amtierenden Meister Sporting Lissabon, wobei weitere 500.000 Euro fällig werden, wenn bestimmtes sportliche Ziele erreicht werden. Sporting erwarb die 50 % seiner wirtschaftlichen Rechte, die Vitória hielt, und transferierte die Spieler Bruno Gaspar und Geny Catamo auf Leihbasis bzw. auf Dauer zu Vitória. Im Januar 2023 erhielt Sporting von Tottenham weitere 15 % der wirtschaftlichen Rechte an Edwards, als Teil des Deals, der Pedro Porro ins Tottenham Hotspur Stadium brachte.
Am 3. Februar 2025 kehrte Edwards nach England zurück und wechselte auf Leihbasis bis zum Ende der Saison zum Championship-Klub FC Burnley.

### Nationalmannschaft
Marcus Edwards spielte als talentierter Jugendspieler für verschiedene Jugendauswahlen Englands. Er wurde seinem Heimatland 2017 U-19-Europameister.

## Privates
Edwards Mutter stammt aus Zypern.

## Erfolge
Nationalmannschaft
- U-19-Europameister: 2017